# Gibbaranea abscissa
Gibbaranea abscissa is een spinnensoort uit de familie wielwebspinnen. Deze spin komt voor in Rusland, China, Korea en Japan. De soort werd in 1879 wetenschappelijk beschreven.